# چارلز نلسن، جونیور
چارلز نلسن، جونیور (انگلیسی: Chester Nelsen Jr.؛ زادهٔ ۲ اوت ۱۹۲۲) دوچرخه‌سوار اهل ایالات متحده آمریکا است. وی در بازی‌های المپیک تابستانی ۱۹۴۸ شرکت کرده است.